# Daniele d'Ungrispach

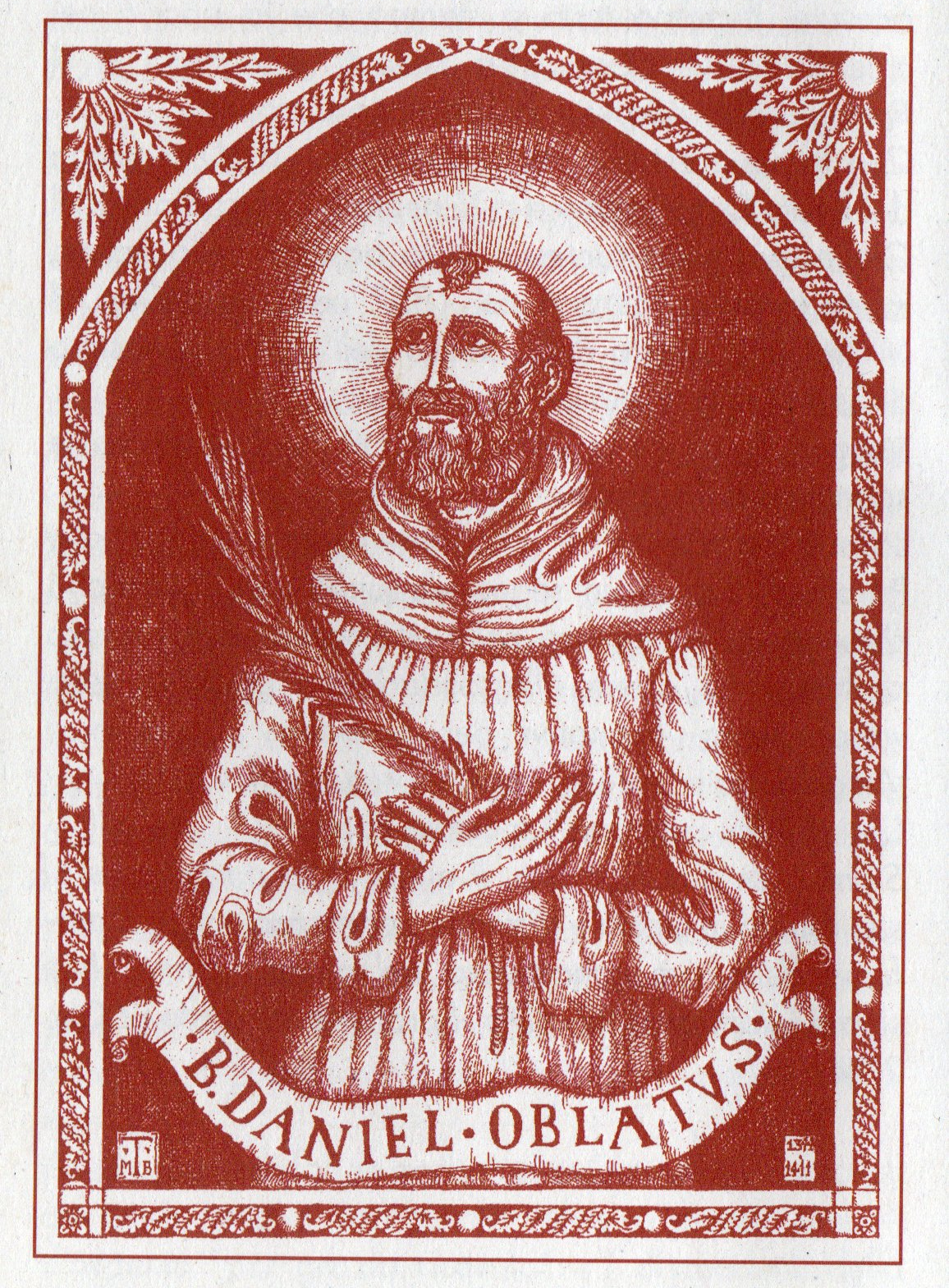
Beato Daniele d'Ungrispach

Daniele d'Ungrispach (Cormons, 1344 – Murano, 1411) è stato un ricco mercante che si è fatto oblato presso il monastero di San Mattia a Murano, dove si ritirava periodicamente per trascorrervi periodi di preghiera.. Per la sua vita esemplare per generosità e testimonianza cristiana e a causa del ritrovamento del suo corpo incorrotto dopo molti anni dalla sepoltura, è venerato come beato a Murano, Pordenone e Cormons.

## Biografia
Daniele d'Ungrispach nacque nel 1344 a Cormons presso Gorizia. da Nicolussio d'Ungrispach e Maddalena di Nicolò Savio di Gemona. Due anni più tardi il padre si trasferì a Udine quando il patriarca di Aquileia gli conferì un feudo nelle sue immediate vicinanze.
Dal 1365 al 1368 fu prigioniero a Verona nelle carceri scaligere per motivi sconosciuti. La lunga prigionia è attestata nel quarto registro degli Annales Civitati Utini, custodito nell'archivio Comunale Antico della città di Udine.Fu liberato per interessamento dello zio Fulcherio nel coinvolse il patriarca di Aquileia nel sollecitare l'imperatore Carlo IV ad intervenire presso i signori di Verona per la liberazione di Daniele d'Ungrispah.
Dopo la prigionia Daniele si unì in matrimonio con la nobie Orsina Ricchieri di Pordenone. I coniugi fissarono la loro dimora in questa città e dalla loro unione nacque una figlia chiamata Lucia.
Da 1384 al 1405 fu  podestà Pordenone, tuttavia l'impegno di Daniele per questa città non fu limitato al periodo in cui ricoprì la carica ma si estese anche negli anni successivi.

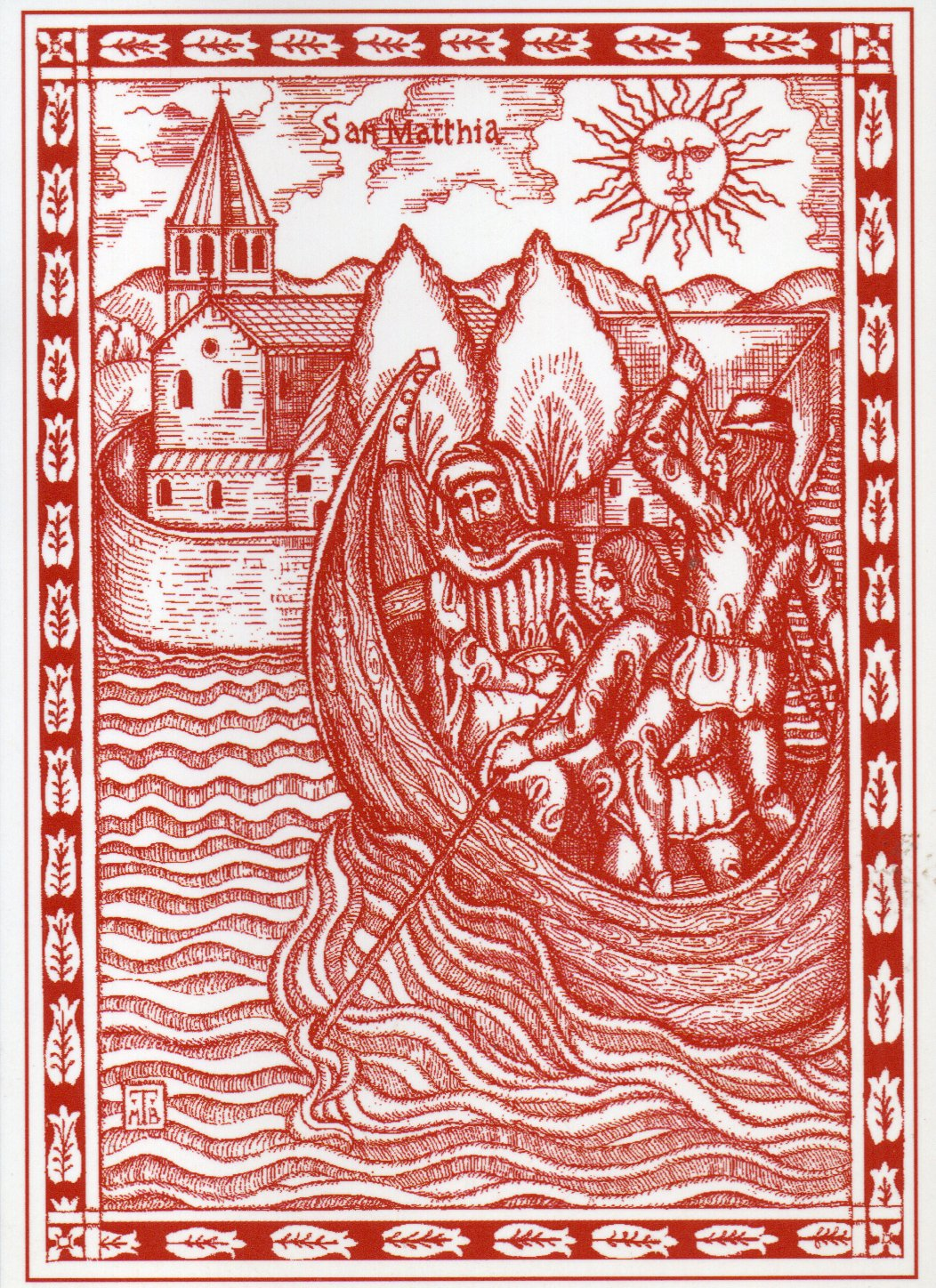

Il 31 marzo 1392 con un atto giuridico redatto dal notaio Ravanello di Venezia donò 500 ducati al monastero di San Mattia dove si fece riservare una cella che occupava tutte le volte che nei suoi soggiorni lagunari visitava il monastero al ritorno dai suoi viaggi di affari: faceva il mercante di vaio (pelliccia di ermellino) e riforniva la scola dei varoteri (corporazione dei pellicciai) di Venezia. 
Nel convento partecipava alla vita dei monaci nel silenzio preparandosi alla recita comune della liturgia delle ore secondo la regola camaldolese.; cercò fortemente la santificazione frequentando, in maniera saltuaria ma intensa, gli eremiti di San Mattia. 

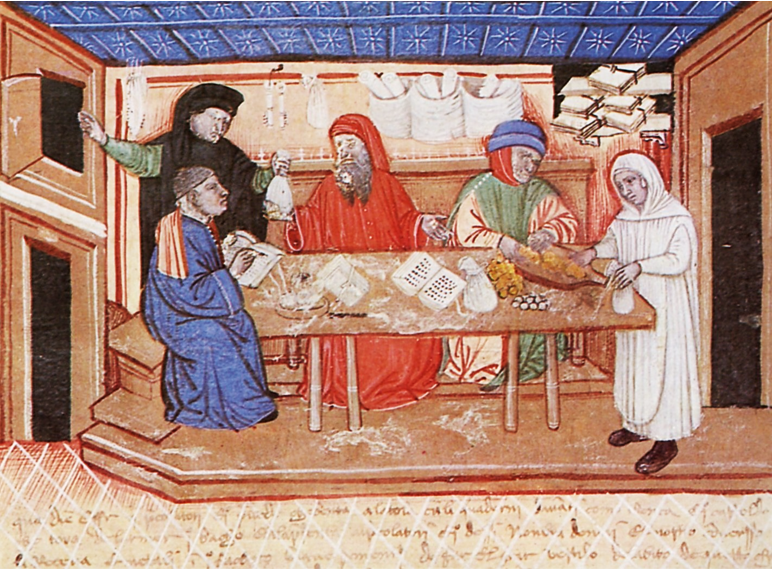
Catastico San Mattia, membranaceo 1391, Venezia, Seminario patriarcale

Lo scriptorium di San Mattia, creato assieme alla biblioteca nel 1392  dall'abate Paolo Venier (1367–1448), compilava codici miniati e Daniele acquistò, per la somma di cento ducati, tre codici miniati per lo studio  privato e la meditazione personale: una Sacra Bibbia, il Leggendario dei santi  e i  Sermoni di Sant'Agostino.
Nel 1393 fu procuratore della chiesa di San Marco a Pordenone.
Nel 1394 assieme al mercante ed amico Francesco Rabia fu un generoso benefattore delle monache domenicane del Corpus Domini di Venezia.
Nel testamento dettato il 16 settembre 1411 al notaio Giovanni de Arloisis di Pordenone dispose la propria sepoltura nel monastero di San Mattia a Murano e lasciò cento ducati d'oro per la celebrazione in perpetuo di una messa ogni anno nel giorno della sua morte.  Donò i suoi libri miniati alla biblioteca del convento e lasciò disposizioni per la figlia Lucia e per la moglie Ursina.
Una mattina dell'anno 1411 il monaco addetto, perplesso per non avere visto Daniele al consueto canto delle lodi, bussò alla sua cella e lo trovò irrigidito nel suo letto dove due delinquenti lo avevano assassinato, supponendo vanamente che avesse portato con sé notevoli ricchezze.  
Come da volontà testamentaria, Daniele venne sepolto nel chiostro del monastero, vicino alla porta della chiesa. Anni dopo nel 1435, dovendo provvedere alla sepoltura di Paolo Donà, si riaprì il sarcofago e mentre tutte le altre salme erano ridotte in polvere, il corpo di Daniele apparve intatto. Gli astanti gridarono al miracolo. Il corpo di Daniele venne messo in una cassa collocata nella chiesa di San Mattia alla venerazione dei fedeli. Durante a ricostruzione della chiesa monastica tra il 1560 e il 1566 il corpo del beato fu custodito nella adiacente sagrestia ed alla fine dei lavori  nel 1567 fu collocato nell'altare della Vergine entro una nuova cassa di cipresso lavorata finemente. Nel 1656 la cassa lignea venne rifatta perché la precedente risultava assai guasta. Quando il 3 aprile 1657 Barezzo Barezzi, vicario generale del vescovo di Torcello, si recò a San Mattia rimase sorpreso che il corpo del beato Daniele fosse collocato sull'altare della Vergine e diede ordine che fosse posto su di un altare appena completato lungo la parete della navata. Il 4 febbraio 1746 la cassa venne riaperta per poter ricoprire il corpo del beato Daniele con un prezioso drappo in samisdoro. Questa sistemazione del corpo rimase sino alla soppressione del monastero decretata dalle leggi napoleoniche nel 1810. 

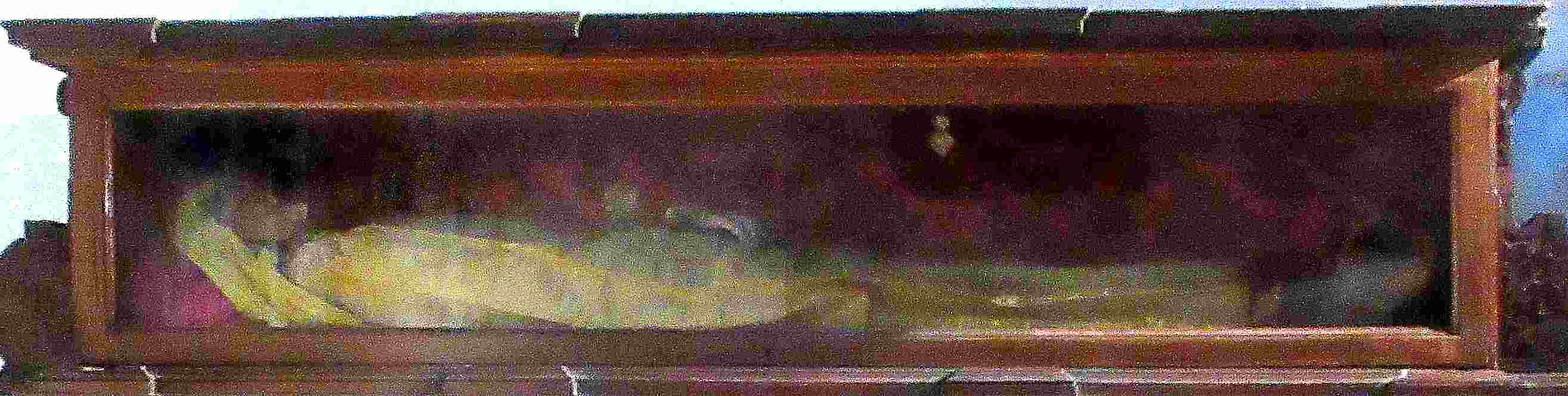
Beato Daniele d'Ungrispach

Il corpo del beato fu spostato a Venezia nella chiesa di Santa Maria del Giglio e poi nel seminario patriarcale di Venezia fino al 1850 quando Benedetta Dal Mistro, acquistati i fabbricati del soppresso convento di San Mattia, si premurò di riavere il corpo del beato Daniele d'Ungrispah: il 23 febbraio 1852 il corpo venne riposto nella cappella dell'Istituto delle Suore Dorotee per la venerazione dei muranesi. 
Dopo la chiusura dell'Istituto delle Suore Dorotee, avvenuta nel 1995, il corpo del Beato Daniele è stato portato nella basilica dei Santi Maria e Donato e posto nella cappella di Santa Filomena.

## Culto
Il culto al beato Daniele d'Ungrispach associato alla festa di San Mattia, è testimoniato da Vincenzo Coronelli nella seconda metà del secolo XVII.
Lo storico della chiesa veneziana Flaminio Corner riferisce che i discendenti della famiglia Ungrispach si portavano ogni anno a Murano per rendere omaggio al loro illustre antenato. Persone a lui consanguinee vivevano a Gratz.
Nel Catastico di San Mattia si attesta una guarigione miracolosa operata dal Beato Daniele d'Ungrispach.
Una serie di episodi prodigiosi e di grazie ricevute a persone locali o alle stesse suore sono raccolti in un fascicolo intitolato Registro del Beato Daniele d'Ungrispah che è custodito nell'archivio delle Suore Dorotee dell'Istituto Dal Mistro ora trasferito nella Casa Madre.
Un ritratto del beato fu inciso nel secolo XVIII su richiesta dei monaci di San Mattia: la riproduzione è inserita nel volume di A. Giabbani ,"Menologio Camaldolese", Camaldoli, 1950, tavola alla pagina 56.